# Argilloecia acuminata
Argilloecia acuminata is een mosselkreeftjessoort uit de familie van de Pontocyprididae. De wetenschappelijke naam van de soort is voor het eerst geldig gepubliceerd in 1894 door Müller.